# Diego Hurtado de Mendoza (kardynał)
Diego Hurtado de Mendoza y Quiñones (ur. w 1444 w Guadalajarze, zm. 14 października 1502 w Madrycie) – hiszpański kardynał.

## Życiorys
Urodził się w 1444 roku w Guadalajarze, jako syn Íñiga López de Mendozy i Elviry de Quiñones. Studiował w Salamance, gdzie poznał Maríę de Quiñones, z którą miał syna Francisca Hurtado de Mendozę i córkę Juanę de Mendozę. Z czasem został dziekanem kapituły w Sigüenzie i przyjął święcenia kapłańskie. 13 lutego 1470 roku został wybrany biskupem Palencii. Wybuchły wówczas konlfikty wokół władzy nad miastem i Mendoza został z niego wygnany, a wielu członków jego rodziny zamordowano. NA przełomie 1482 i 1483 roku udał się wraz z książętami hiszpańskimi na rekonkwistę do Granady, celem wyparcia Maurów z Półwyspu Iberyjskiego. 26 sierpnia 1485 roku został arcybiskupem Sewilli. Uczestniczył w bitwach pod Vélez-Málagą, Malagą i Baezą. Usiłował zostać arcybiskupem Toledo, a kiedy się dowiedział, że wybrany został Francisco Jiménez de Cisneros, skonfliktował się z nim i pozostawał wobec niego niechętny. W 1497 roku pobłogosławił związek Jana z Asturii z Małgorzatą Austriaczką. 20 marca 1500 roku został kreowany kardynałem in pectore. Jego nominacja na kardynała prezbitera została ogłoszona na konsystorzu 28 września tego samego roku i nadano mu kościół tytularny S. Sabina. Jednocześnie został mianowany łacińskim patriarchą Aleksandrii. W 1501 roku ukończył sporządzanie dokumentów dotyczących budowy i wyposażenia wszystkich kościołów, kolegiaty i parafii w diecezji Granada. Zmarł 14 października 1502 roku w Madrycie.